# THE SALTON SEA ソルトン・シー
『THE SALTON SEA ソルトン・シー』（原題: The Salton Sea）は、2002年のアメリカ合衆国のサスペンス映画。日本では2009年9月9日にビデオスルーとしてDVDが発売された。またWOWOWにて『ソルトン・シーの復讐』のタイトルで放送された。

## キャスト
| 役名                   | 俳優                     | 日本語吹替 |
| ---------------------- | ------------------------ | ---------- |
| ダニー / トム          | ヴァル・キルマー         | 大川透     |
| プーベア               | ヴィンセント・ドノフリオ | 石住昭彦   |
| クインシー             | ルイス・ガスマン         | 後藤哲夫   |
| クージョ               | アダム・ゴールドバーグ   | 落合弘治   |
| ジミー                 | ピーター・サースガード   | 竹若拓磨   |
| モーガン               | ダグ・ハッチソン         | 根本泰彦   |
| ガーセッティ           | アンソニー・ラパーリア   | 天田益男   |
| コレット               | デボラ・カーラ・アンガー |            |
| ババ                   | B・D・ウォン             |            |
| リズ                   | チャンドラ・ウェスト     |            |
| リトル・ビル           | ダニー・トレホ           | 木村雅史   |
| ヴァーン・プラマー     | R・リー・アーメイ        |            |
| ナンシー               | シャローム・ハーロウ     |            |
| マイケル・リー・アデイ | ミートローフ             |            |
| ナンシー・プラマー     | シャーリー・ナイト       |            |

日本語版その他出演：甲斐田裕子、野沢由香里、室園丈裕、近藤孝行、佐々木睦、江川央生、山田美穂、中博史、中村日出子、三戸貴史、根本圭子、富坂晶
日本語版制作スタッフ
演出：簑浦良平、翻訳：久保喜昭、調整：山本洋平、制作：ワーナー・ホーム・ビデオ／ACクリエイト